# Abe Aaron
Abe Aaron (bürgerlich Alvin Aaron, auch Al Aaron und Albin Aaron; * 27. Januar 1910 in Toronto, Ontario, Kanada; † 31. Januar 1970) war ein kanadischer Jazz-Klarinettist und -saxophonist.

## Leben
Aarons Vater leitete eine Theaterband in Milwaukee, Wisconsin. Er unterrichtete ihn im Spielen von Klarinette und Sopransaxophon. Nachdem sie beide einige Jahre zusammengearbeitet hatten, begann Aaron in der Band von Jack Teagarden Altsaxophon zu spielen. 1943 zog er nach Hollywood und spielte mit Horace Heidt und seiner Band im Rundfunk. Von 1945 bis 1947 spielte er in der Band von Skinnay Ennis. Danach ging er wieder zu Horace Heidt. Mit Les Brown and his Band of Renown hatte er im folgenden Jahrzehnt seine erfolgreichste Zeit. In dieser Zeit machten sie Tourneen in den Fernen Osten und nach Europa. Für Coral Records und Capitol Records entstanden eine Reihe von Schallplattenaufnahmen mit dieser Band. Auf Kapp Records spielte er bei einem Aufnahmetermin unter Leitung Billy Usseltons, mit welchem er gemeinsam in der Band Les Browns spielte, Bassklarinette.